# Хуан Фернандо Кинтеро
Хуан Фернандо Кинтеро Панијагва (шп. Juan Fernando Quintero Paniagua; 18. јануар 1993) колумбијски је фудбалер који тренутно наступа за аргентински Расинг Клуб и репрезентацију Колумбије.
Сениорску каријеру започео је 2008. у клубу Енвигадо. Од 2013. игра за Порто. За фудбалску репрезентацију Колумбије игра од 2012. Кинтеро је постигао гол за Колумбију на Светском првенству 2014, за победу од 2:1 на утакмици против Обале Слоноваче.

## Трофеји
Порто
- Суперкуп Португала (1) : 2013.

Ривер Плејт
- Суперкуп Аргентине (1) : 2017.
- Копа либертадорес (1) : 2018.
- Рекопа Судамерикана (1) : 2019.
- Куп Аргентине (1) : 2019.

Расинг Клуб
- Копа Судамерикана (1) : 2024.

Колумбија до 20
- Куп Јужне Америке (1) : 2013.

Колумбија
- Копа Америка :  2024.